# Angtoria
Angtoria is een Zweeds-Britse band bestaande uit de Britse zangeres Sarah Jezebel Deva en de Zweedse broers Tommy Rehn en Chris Rehn. Sarah Jezebel Deva is bekend van bands als Cradle of Filth, Therion en Mortiis.
De band werd opgericht in 2002. Vier jaar later verscheen het debuutalbum God has a plan for us all.
In 2002 ontstond het idee voor de band tussen Rehn en Deva. Zij leerden elkaar tijdens een tournee kennen. In 2002 kwam de demo uit. In 2005 won de band een poll op gothmetal.net en zij mochten een nummer uitbrengen op een compilatie-cd. Eind 2005 kreeg de band een contract aangeboden van het Franse label Listenable Records.
Het album God has a plan for us all bevat alle nummers van de demo, op A child that walks the path of a man na, dat alleen op de speciale editie van het album werd geplaatst. De bas werd ingespeeld door Dave Pybus (Cradle of Filth, ex-Anathema) en de drum door Andreas Brobjer.
In de huidige bezetting neemt John Henriksson de drums voor zijn rekening.

## Discografie
- 2006 - God has a plan for us all